# Långå vindpark

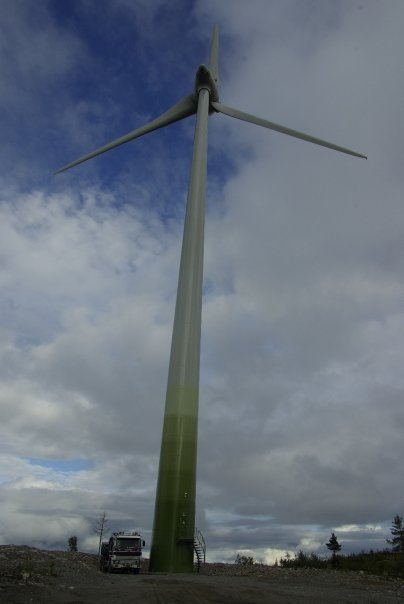
Ett av 85-metersverken på Långåvålen med en lastbil vid foten för storleksjämförelse.

Långå vindpark i Härjedalen är en vindkraftspark på berget Långåvålen strax norr om byn Långå i Härjedalen, Jämtlands län. Den byggdes i en första etapp om fem vindkraftverk till en kostnad av 125 miljoner kronor av Agrivind AB.
De fem första kraftverken, Långå 1–5, är tillverkade av det tyska företaget Enercon, och genererar maximalt 2000 kW. De har en navhöjd av 85 meter och en rotordiameter på 71 meter. Under 2009 påbörjades etapp två, med en utbyggnad till fler, större kraftverk.[källa behövs]